# Желсон Мартінш
Желсон Мартінш (порт. Gelson Martins, нар. 11 травня 1995, Прая, Кабо-Верде) — португальський футболіст, нападник грецького клубу «Олімпіакос».

## Клубна кар'єра
Народився 11 травня 1995 року в місті Прая, Кабо-Верде. Вихованець футбольної школи клубу «Спортінг».
У дорослому футболі дебютував 2014 року виступами за команду клубу «Спортінг» Б, в якій провів один сезон, взявши участь у 40 матчах чемпіонату.  Більшість часу, проведеного у складі другої команди «Спортінга», був основним гравцем атакувальної ланки команди.
До складу головної команди «Спортінга» почав залучатися 2015 року. Швидко ставши одним з основних гравцем команди, за три сезони провів 92 матчі в національному чемпіонаті.
11 червня 2018 року Желсан, разом з декількома іншими основними гравцями «Спортінга», ініціював передчасне розірвання контракту з клубом. Причиною цього кроку був інцидент, що відбувся декількома тижнями раніше, коли група вболівальників «Спортінга» напала на його гравців на тренувальній базі, висловивши таким чином своє незадоволення третім місцем лісабонської команди у чемпіонаті. 
За два тижні, 18 червня 2018 року, уклав п'ятирічний контракт з мадридським «Атлетіко». Попередній клуб гравця, «Спортінг», подав офіційну скаргу на такий перехід, вимагаючи сплати 100 мільйонів євро, що були прописані у контракті Желсона зі «Спортінгом» як сума викупу. Втім, тренер Дієго Сімеоне рідко використовував Мартінша, оскільки той не відповідав його філософії гри. За півроку в складі «матрасників» португалець провів лише 8 матчів у чемпіонатів, у жодному не відігравши 90 хвилин.
27 січня 2019 перейшов на правах оренди до французького «Монако». У монегаскському клубі Мартінш одразу здобув місце в основному складі, забивши 4 м'ячі в 16 матчах чемпіонату. Влітку 2019 «Монако» викупило контракт португальця за 30 мільйонів євро. 1 лютого 2020 Мартінш двічі штовхнув суддю: спочатку після червоної картки одноклубнику, а потім ще раз після його власного вилучення. За ці поштовхи гравця було дискваліфіковано на півроку.
У січні 2024 року перейшов у грецький «Олімпіакос», підписавши угоду на два з половиною роки.

## Виступи за збірні
2012 року дебютував у складі юнацької збірної Португалії, взяв участь у 31 іграх на юнацькому рівні, відзначившись 7 забитими голами.
Протягом 2014–2016 років залучався до складу молодіжної збірної Португалії. На молодіжному рівні зіграв у 15 офіційних матчах, забив 6 голів.
2016 року дебютував в офіційних матчах у складі національної збірної Португалії. 2017 року був учасником тогорічного Кубка конфедерацій, а за рік був включений до заявки збірної для учсті у фінальній частині чемпіонату світу 2018 року. На мундіалі взяв участь лише в одній грі, вийшовши на заміну в матчі групового етапу проти збірної Марокко.
| Дата       | Місто            | Господарі         | Результат               | Гості             | Турнір                               | Голи | Примітки |
| ---------- | ---------------- | ----------------- | ----------------------- | ----------------- | ------------------------------------ | ---- | -------- |
| 7-10-2016  | Авейру           | Португалія        | 6 – 0                   | Андорра           | Відбір до ЧС 2018                    | -    | 72'      |
| 10-10-2016 | Торсгавн         | Фарерські острови | 0 – 6                   | Португалія        | Відбір до ЧС 2018                    | -    | 68'      |
| 13-11-2016 | Фару             | Португалія        | 4 – 1                   | Латвія            | Відбір до ЧС 2018                    | -    | 72'      |
| 28-3-2017  | Фуншал           | Португалія        | 2 – 3                   | Швеція            | товариський матч                     | -    | 79'      |
| 3-6-2017   | Ештуріл          | Португалія        | 4 – 0                   | Кіпр              | товариський матч                     | -    | 46'      |
| 9-6-2017   | Рига             | Латвія            | 0 – 3                   | Португалія        | Відбір до ЧС 2018                    | -    | 55' 57'  |
| 18-6-2017  | Казань           | Португалія        | 2 – 2                   | Мексика           | Кубок Конфедерацій                   | -    | 58'      |
| 21-6-2017  | Москва           | Росія             | 0 – 1                   | Португалія        | Кубок Конфедерацій                   | -    | 78'      |
| 24-6-2017  | Санкт-Петербург  | Нова Зеландія     | 0 – 4                   | Португалія        | Кубок Конфедерацій                   | -    | 84'      |
| 28-6-2017  | Казань           | Португалія        | 0 – 0 д.ч. (0 - 3 п.п.) | Чилі              | Кубок Конфедерацій                   | -    | 116'     |
| 2-7-2016   | Москва           | Португалія        | 2 – 1 д.ч.              | Мексика           | Кубок Конфедерацій                   | -    |          |
| 3-9-2017   | Будапешт         | Угорщина          | 0 – 1                   | Португалія        | Відбір до ЧС 2018                    | -    | 63'      |
| 7-10-2017  | Андорра-ла-Велья | Андорра           | 0 – 2                   | Португалія        | Відбір до ЧС 2018                    | -    | 46'      |
| 10-11-2017 | Візеу            | Португалія        | 3 – 0                   | Саудівська Аравія | товариський матч                     | -    | 56'      |
| 14-11-2017 | Лейрія           | Португалія        | 1 – 1                   | США               | товариський матч                     | -    | 48'      |
| 23-3-2018  | Цюрих            | Португалія        | 2 – 1                   | Єгипет            | товариський матч                     | -    | 68'      |
| 26-3-2018  | Женева           | Португалія        | 0 – 3                   | Нідерланди        | товариський матч                     | -    | 55'      |
| 2-6-2018   | Брюссель         | Бельгія           | 0 – 0                   | Португалія        | товариський матч                     | -    | 63'      |
| 20-6-2018  | Москва           | Португалія        | 1 – 0                   | Марокко           | ЧС 2018 - 1-й етап                   | -    | 59'      |
| 6-9-2018   | Лісабон          | Португалія        | 1 – 1                   | Хорватія          | товариський матч                     | -    | 46'      |
| 10-9-2018  | Лісабон          | Португалія        | 1 – 0                   | Італія            | Ліга націй УЄФА 2018-2019 - 1-й етап | -    | 77'      |
| Усього     |                  | Матчів            | 21                      |                   | Голів                                | 0    |          |

## Досягнення
«Спортінг»
- Володар Суперкубка Португалії (1):

«Спортінг»: 2015
- Володар Кубка португальської ліги (1):

«Спортінг»: 2018
- Чемпіон Греції (1):

«Олімпіакос»: 2025
- Володар Кубка Греції (1):

«Олімпіакос»: 2025
- Переможець Ліги конференцій УЄФА (1):

«Олімпіакос»: 2024